# Frederick Rentschler
Frederick Brant Rentschler (Hamilton, 8 de novembro de 1887 — Boca Raton, 25 de abril de 1956) foi um pioneiro da aviação estadunidense, engenheiro aeronáutico, projetista e industrial, foi o fundador da Pratt & Whitney Aircraft. Rentschler criou e produziu muitos motores aeronáuticos revolucionários, incluindo os usados nos aviões de Charles Lindbergh, Amelia Earhart e James Doolittle. Ele foi também o co-fundador da United Aircraft and Transport Corporation, a antecessora da United Technologies Corporation.[carece de fontes?]